# Дженніфер Лієн
Дженніфер Лієн (англ. Jennifer Lien) — американська акторка, відома своєю роллю в фантастичному серіалі Зоряний шлях, де зіграла роль іншопланетянки, Кес. Лієн також була акторкою озвучення фільмів, і мультсеріалів, це мультсеріал Люди в чорному 1997 року, де вона озвучувала агента Ел.

## Біографія
Лієн народилася в місті Палос-Гайтс, штат Іллінойс, 24 серпня 1974, року, вона є молодшою з трьох дітей, зі своєї родини, в 13 років Лієн приєдналася до театрального центру в штаті Іллінойс. В 1992 році Лієн розповідала в одному інтерв'ю «Моє дитинство це дитинство яке проходило в дикий спосіб, тому що де я жила зі своїми батьками це місце мені не подобалося, це було в південній частині Чикаго, це був промисловий район де проживали підлітки зі складним характером, як що ти не вписувався в їхній колектив, над тобою просто знущалися і я не маючи вибору мусила ставати такими як вони, навіть доводилося вживати наркотики і бачити як з моїх друзів помирає від передозування». В 1993 році в інтерв'ю Лієн розповідала: «Коли я була маленькою дитиною в Чикаго я завжди любила прикидатися кимось іншим, входити в роль іншої людини. Я писала маленькі п'єси, я більше проводила часу і стосувалася з хлопцями. Мені ніколи не було цікаво особливо стосуватися з дівчатами. Я проводила час це писала п'єси, дивилася фільми, читала книжки, коли була у сьомому класі приєдналася до драматичного гуртка, і зрозуміла що це моє середовище де я можу почувати себе вільно, можу розслабитися і робити все що захочу. Я почала думати над тим як змінити ситуацію своє ранньою акторською майстерністю, як зробити людей щасливішими. За порадою вчителя в восьмому класі я пішла на акторські курси, потім після навчання на акторських курсах я взяла агента для допомоги в пошуках перших ролей. Я знімалася в промислових фільмах, і трохи в театрі, з часом мене почали запрошувати і в інші фільми, потім мене запросили зніматися в серіал Інший Світ, мені довелося приїхати в Нью-Йорк»

## Кар'єра
Перша телевізійна поява Лієн була в рекламі жувальної гумки де вона грала близнюків. Її перша поява в телевізійному серіалі де вона грала студентку музичної академії в серіалі Брюстер-плейс 1990 року з акторкою Опрою Вінфрі в головній ролі. В 1990 році Лієн озвучувала англійською мовою французький фільм жахів Baby Blood. В 1991 році Лієн переїхала до Нью-Йорка, де її взяли на роль Ганни Мур в серіалі Інший Світ. Під час знімань цього серіалу вона відвідувала та закінчила професійну дитячу школу.
В інтерв'ю 1992 року Лієн казала: «Кілька років потому я намагалася потрапити на роль для фільму про бейсбол, тим що я вмію грати в цю гру, так як в дитинстві багато грала в бейсбол, коли я проходила прослуховування на роль у цей фільм то стикнулася з жінками бейсболістками реальними високими спортсменками, які реально вміли грати, після двох днів тренувань, довелося добре попрацювати, і відчути біль кожного м'яза в моєму тілі.»
В 1993 році Лієн отримала роль Роан у ситкомі Феном з акторкою Джудіт Лайт, у головній ролі. Лієн також брала участь у записі альбому, Адама Сендлера Theyre All Gonna Laugh at You, де зіграла роль в треку The Buffoon And Valedictorian, а також одну з доньок в треку Ой мамо.
В 1994 році Лієн знімається в фантастичному серіалі Зоряний шлях, де отримує роль іншопланетянки Кес. ЇЇ персонажем був інопланетний вид раси Окампа, який живе лише вісім, дев'ять років, приєднався до екіпажу корабля, після того як вони опинилися на відстані 70,000 світлових років від Землі. В 1994 році Лієн озвучувала персонажа Валері Фокс у серіалі Критик. Річард Лутц писав: «Медичний персонал у Зоряному шляху втілює гуманні цінності закладені в цій франшизі найпомітнішою в ній є герой Кес, що завдяки Дженніфер Лієн цей персонаж відображає особу дитини чиє коротке життя нагадують нам що головне в житті людяність, любов до наших людських ближніх»

## Особисте життя
Лієн одружена з письменником і режисером Філом Гвангом, їхній син народився 5 вересня 2002 року. Після народження сина Лієн покинула акторську кар'єру і озвучування, але була визнана виконавчим продюсером фільму свого чоловіка Міфологія виродка 2008. У серпні 2010 Лієн заявила що має намір працювати дієтологом після закінчення навчання цієї професії.

## Юридичні питання
Між 2015 і 2018 роками Лієн була заарештована у звинуваченні у низці правопорушень, кілька з цих правопорушень були потім з часом зняті. Зрештою суд зобов'язав її пройти психіатричне лікування.